# 王光军
王光军（1964年6月—），山东高青人，汉族，曾任中国石油吉林石化分公司党委副书记、总经理。中共十八大代表、第十二届全国人大代表。
毕业于吉林工学院纺织工程专业，1988年6月加入中国共产党。